# مموری تیپس
دیو هاوک (به انگلیسی: Dayve Hawk؛ زادهٔ ۱۹۸۱) که بیشتر با نام هنری مموری تیپس (به انگلیسی: Memory Tapes) شناخته می‌شود، خواننده-ترانه‌پرداز و تهیه‌کنندهٔ موسیقی آمریکایی می‌باشد، او خوانندهٔ اصلی پیشین گروهٔ موسیقی اهل فیلادلفیا هیل سوشال نیز بود.